# Skate Canada 1992
Navigation
Édition précédente Édition suivante
Le Skate Canada (ou Internationaux Patinage Canada) est une compétition internationale de patinage artistique qui se déroule au Canada au cours de l'automne. Il accueille des patineurs amateurs de niveau senior dans quatre catégories: simple messieurs, simple dames, couple artistique et danse sur glace.
Le dix-neuvième Skate Canada est organisé du 5 au 8 novembre 1992 à la Memorial Arena de Victoria dans la province de la Colombie-Britannique. 

## Résultats

### Messieurs
| Rang | Nom              | Pays           | Points | Prog. court | Prog. libre |
| ---- | ---------------- | -------------- | ------ | ----------- | ----------- |
| 1    | Elvis Stojko     | Canada         | 1.5    | 1           | 1           |
| 2    | Scott Davis      | États-Unis     | 3.5    | 3           | 2           |
| 3    | Éric Millot      | France         | 5.0    | 4           | 3           |
| 4    | Oleg Tataurov    | Russie         | 6.0    | 2           | 5           |
| 5    | Cornel Gheorghe  | Roumanie       | 6.5    | 5           | 4           |
| 6    | David Liu        | Taipei chinois | 9.5    | 7           | 6           |
| 7    | Patrick Brault   | Canada         | 10.0   | 6           | 7           |
| 8    | Jan Kannegiesser | Allemagne      | 12.5   | 9           | 8           |
| 9    | Shin Amano       | Japon          | 14.0   | 10          | 9           |
| 10   | Gilberto Viadana | Italie         | 14.0   | 8           | 10          |

### Dames
| Rang | Nom                | Pays       | Points | Prog. court | Prog. libre |
| ---- | ------------------ | ---------- | ------ | ----------- | ----------- |
| 1    | Maria Butyrskaya   | Russie     | 2.0    | 2           | 1           |
| 2    | Alice Sue Claeys   | Belgique   | 3.5    | 3           | 2           |
| 3    | Josée Chouinard    | Canada     | 3.5    | 1           | 3           |
| 4    | Tonya Harding      | États-Unis | 6.5    | 5           | 4           |
| 5    | Junko Yaginuma     | Japon      | 7.0    | 4           | 5           |
| 6    | Tanya Bingert      | Canada     | 9.0    | 6           | 6           |
| 7    | Anisette Torp-Lind | Danemark   | 11.0   | 8           | 7           |
| 8    | Nathalie Krieg     | Suisse     | 11.5   | 7           | 8           |
| 9    | Marie-Pierre Leray | France     | 13.5   | 9           | 9           |

### Couples
| Rang | Nom                                       | Pays       | Points | Prog. court | Prog. libre |
| ---- | ----------------------------------------- | ---------- | ------ | ----------- | ----------- |
| 1    | Mandy Wötzel / Ingo Steuer                | Allemagne  | 1.5    | 1           | 1           |
| 2    | Michelle Menzies / Jean-Michel Bombardier | Canada     | 3.0    | 2           | 2           |
| 3    | Danielle Carr / Stephen Carr              | Australie  | 5.0    | 4           | 3           |
| 4    | Elena Tobyash / Sergei Smirnov            | Russie     | 5.5    | 3           | 4           |
| 5    | Marie-Pierre Leray / Frédéric Lipka       | France     | 8.0    | 6           | 5           |
| 6    | Jamie Salé / Jason Turner                 | Canada     | 8.5    | 5           | 6           |
| 7    | Katie Wood / Joel McKeever                | États-Unis | 10.5   | 7           | 7           |
| 8    | Laura Murphy / Brian Wells                | États-Unis | 12.0   | 8           | 8           |

### Danse sur glace
| Rang | Nom                                       | Pays            | Points | Danse imposée 1 | Danse imposée 2 | Danse originale | Danse libre |
| ---- | ----------------------------------------- | --------------- | ------ | --------------- | --------------- | --------------- | ----------- |
| 1    | Susanna Rahkamo / Petri Kokko             | Finlande        | 2.0    | 1               | 1               | 1               | 1           |
| 2    | Yaroslava Nechaeva / Yuri Chesnichenko    | Russie          | 3.0    | 2               | 2               | 2               | 1           |
| 3    | Kateřina Mrázová / Martin Šimeček         | Tchécoslovaquie | 7.8    | 6               | 6               | 4               | 3           |
| 4    | Jacqueline Petr / Mark Janoschak          | Canada          | 9.0    | 3               | 3               | 3               | 6           |
| 5    | Elizabeth Punsalan / Jerod Swallow        | États-Unis      | 9.6    | 4               | 4               | 5               | 5           |
| 6    | Shae-Lynn Bourne / Victor Kraatz          | Canada          | 10.0   | 7               | 5               | 6               | 4           |
| 7    | Elizaveta Stekolnikova / Dmitri Kazarliga | Kazakhstan      | 13.6   | 5               | 7               | 7               | 7           |
| 8    | Martine Patenaude / Eric Massé            | Canada          | 16.0   | 8               | 8               | 8               | 8           |
| 9    | Barbara Minorini / Andrea Gilardi         | Italie          | 18.2   | 10              | 9               | 9               | 9           |
| 10   | Ann Hall / Jason Blomfield                | Royaume-Uni     | 19.8   | 9               | 10              | 10              | 10          |

## Sources
- (en) « Ice ABROAD, SUNLIFE SKATE CANADA INTERNATIONAL, VICTORIA, CANADA, NOVEMBER 5-9, 1992 », sur usfsa.xmlmanager.qg.com
- Patinage Magazine N°35 (Décembre 1992-Janvier/Février 1993)